# Anatolij Krywolap
Anatolij Dmytrowytsch Krywolap (ukrainisch Анатолій Дмитрович Криволап; * 11. September 1946 in Jahotyn) ist ein ukrainischer Künstler, ein Meister der nicht-figurativen Malerei. Er ist ordentliches Mitglied der Nationalen Akademie der Künste der Ukraine.

## Leben und Wirken
Anatolij Krywolap schloss 1976 sein Studium an der Fakultät für Malerei des Kiewer Staatlichen Kunstinstituts ab.
Von 1992 bis 1995 war er zusammen mit anderen ukrainischen abstrakten Malern – Tiberij Silwaschi, Oleksandr Schywotkow, Mykola Babak, Mykola Krywenko, Mark Geik – aktives Mitglied der modernistischen Gruppe „Malerisches Reservat“.
Seit 1976 nimmt er regelmäßig an regionalen und internationalen Ausstellungen teil.
Die Werke von Anatolij Krywolap erzielen Rekordpreise im Bereich zeitgenössischer ukrainischer Kunst auf dem internationalen Kunstmarkt. Der erste Rekord wurde im Mai 2011 aufgestellt, als sein Gemälde Steppe bei einer Auktion von Phillips de Pury & Co in New York für 98.500 US-Dollar verkauft wurde. Im Jahr 2013 wurde die Leinwand Pferd, Abend bei einer Auktion in London für 122.500 US-Dollar verkauft.
Für den 50 Werke umfassenden Zyklus Das Ukrainisches Motiv wurde er am 9. Februar 2012 mit dem Taras-Schewtschenko-Preis in der Kategorie Bildende Kunst ausgezeichnet.
In den Jahren 2019 bis 2023 schuf er Wandgemälde für die restaurierte Kirche der Fürbitte der Heiligen Jungfrau Maria im Dorf Lipiwka, Bezirk Makariw, Region Kiew.